# Rika Masuya
Rika Masuya (増矢 理花 Masuya Rika?), född 14 september 1995, är en japansk fotbollsspelare som spelar för INAC Kobe Leonessa.
Rika Masuya spelade 15 landskamper för det japanska landslaget. Hon deltog bland annat i Asiatiska spelen 2014 och Asiatiska mästerskapet i fotboll för damer 2018.